# Kreis Haldensleben
De Kreis Haldensleben was een kreis in de Duitse Democratische Republiek. De kreis bestond tussen 1952 en 1994 en maakte deel uit van de Bezirk Maagdenburg en aansluitend van de deelstaat Saksen-Anhalt na de Duitse hereniging. Kreisstadt was Haldensleben.

## Geschiedenis
Op 25 juli 1952 vond er in de DDR een omvangrijke herindeling plaats, waarbij onder andere de deelstaten werden opgeheven en nieuwe Bezirke werden gevormd. De oude Pruisisch-Duitse Landkreis Haldensleben, die sinds 1813 bestond, werd daarbij opgeheven. Het noordelijke deel van de oude landkreis vormde samen het gebied rondom Calvörde van de Landkreis Gardelegen en delen van de Landkreis Wolmirstedt de nieuwe Kreis Haldensleben.
Op 17 mei 1990 werd de kreis in Landkreis Osterburg hernoemd. Bij de Duitse hereniging later dat jaar werd de landkreis onderdeel van het nieuw gevormde Land Saksen-Anhalt. Vier jaar later, op 1 juli 1994, vond er een herindeling in Saksen-Anhalt plaats en ging Haldensleben op in de Ohrekreis.